# SS Francisco Morazan
Francisco Morazán fue un buque de carga de 1.442 toneladas que fue construido en 1922 como Arcadia por Deutsche Werft, Hamburgo, para propietarios alemanes. Fue vendida en 1934 y rebautizada como Elbing. Fue capturada por los aliados en el río Elba, Alemania, en mayo de 1945, pasó al Ministerio de Transporte de Guerra del Reino Unido y pasó a llamarse Empire Congress. En 1946, fue asignada al gobierno noruego y rebautizada como Brunes.
Brunes se vendió al servicio comercial en 1947 y pasó a llamarse Skuld. En 1948, en otra venta pasó a llamarse Ringås. En 1958, fue vendido a Liberia y rebautizada como Los Mayas y luego como Francisco Morazán (por Francisco Morazán) al año siguiente. Estuvo en servicio hasta el 29 de noviembre de 1960, cuando encalló en el lago Michigan y fue declarado pérdida total.

## Hundimiento

Mapa de la Isla Manitou del Sur, que muestra la posición del Francisco Morazán.

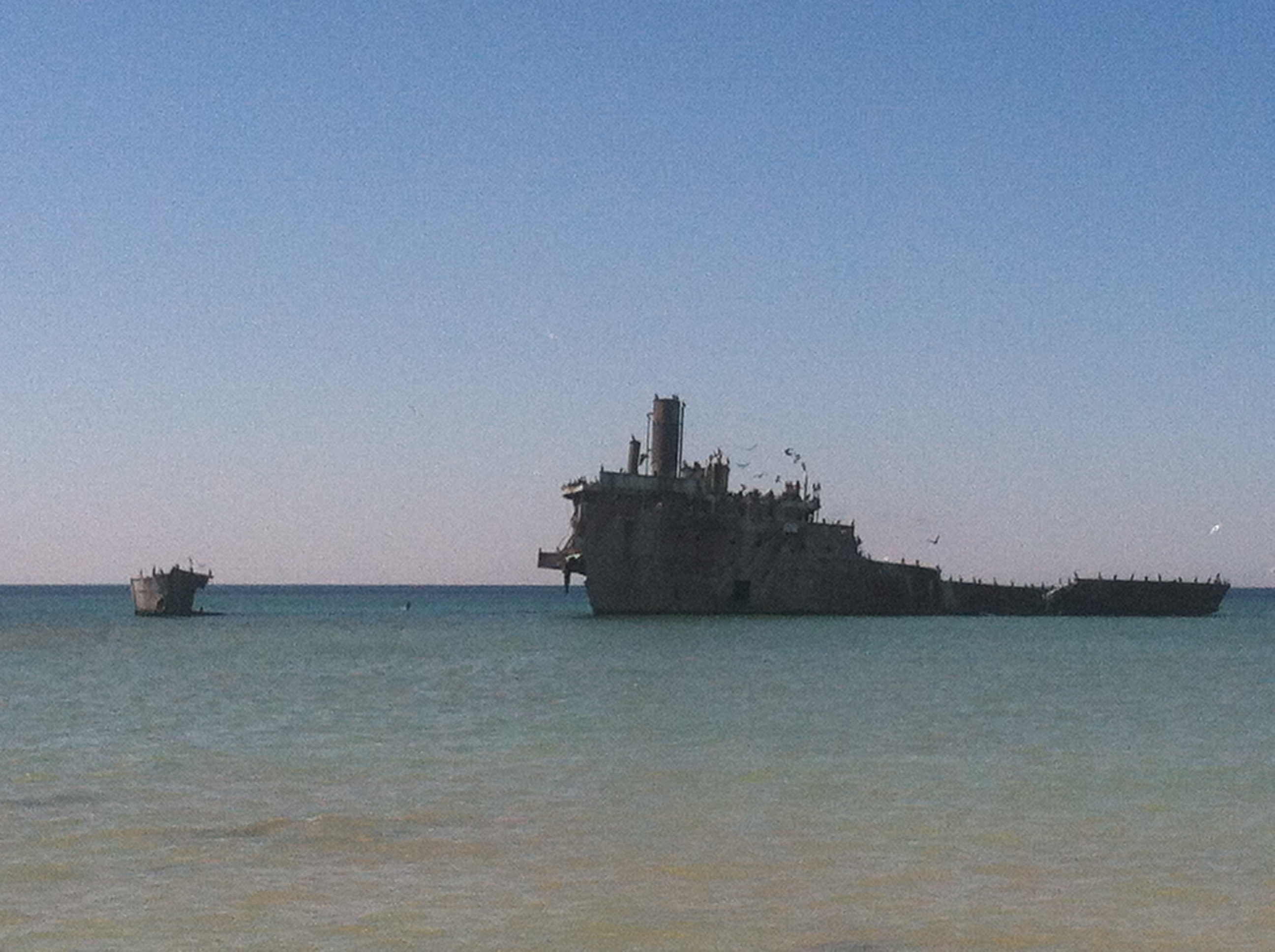
Foto del pecio.

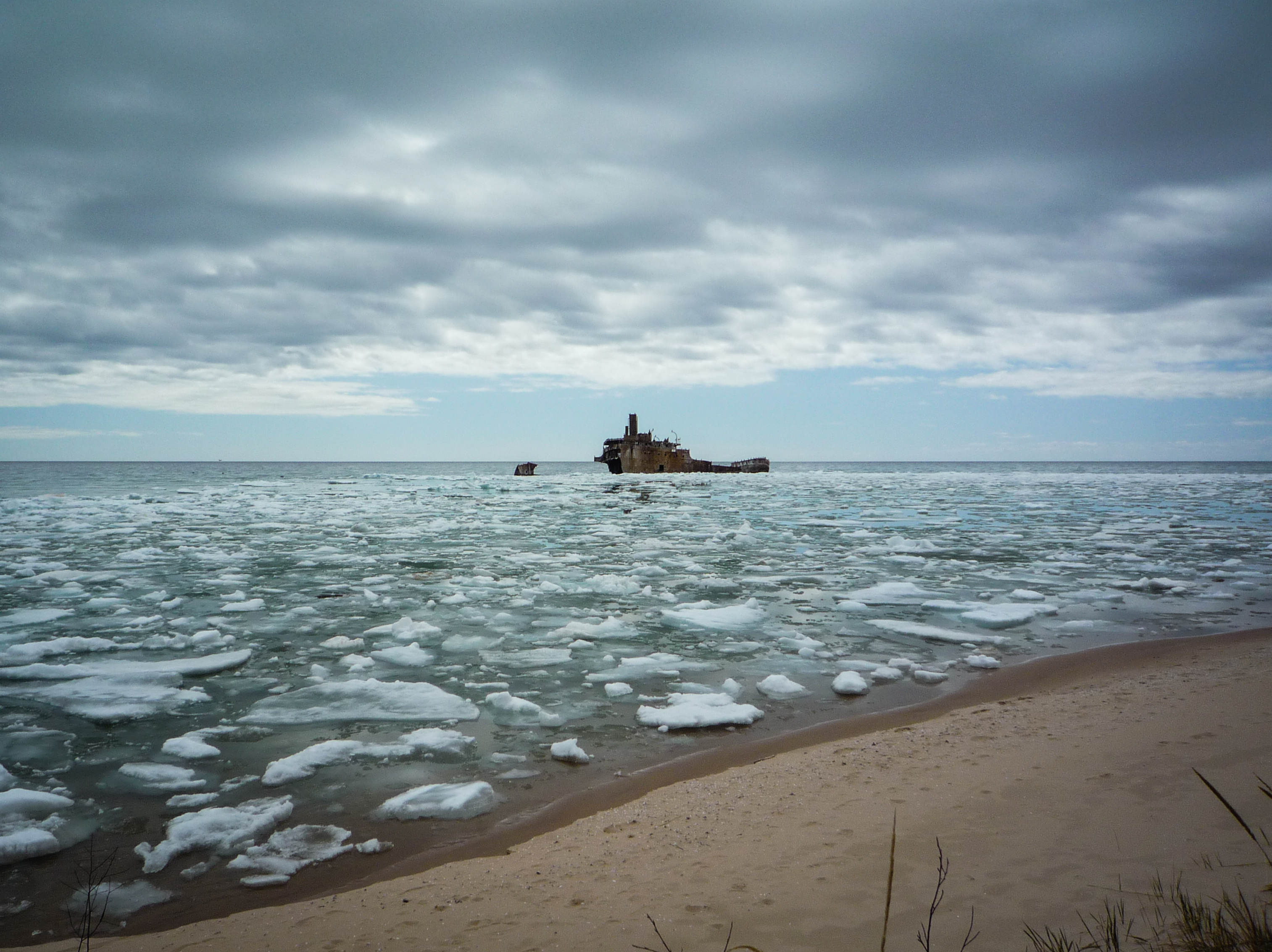
Restos del Francisco Morazán.

El buque Francisco Morazán partió de Chicago el 28 de noviembre. La niebla en el lago Michigan ralentizó su avance y un problema con la bomba de alimentación de la caldera obligó a detener el barco mientras se reparaba la bomba. Esto significaba que el Francisco Morazán estaba ahora en una carrera para abandonar los Grandes Lagos antes de que el sistema se cerrara a la navegación el 3 de diciembre.
Durante la noche del 28 al 29 de noviembre, una tormenta de nieve redujo considerablemente la visibilidad y el barco se desvió de su rumbo. A las 18:35 del 29 de noviembre, el Francisco Morazán encalló en el banco de arena de la Isla Manitou del Sur, pasando por encima de los restos del naufragio del Walter L Frost en su camino. Terminó a sólo 300 yardas (270 m) de la orilla.
El USCGC Mesquite, seguido pronto por el USCGC Mackinaw, llegó para ayudar a la mañana siguiente, el 30 de noviembre. Con olas de diez a doce pies azotando la costa de South Manitou, los dos barcos no pudieron enviar botes al Morazán o acercarse de cerca, por lo que el USCGC Sundew fue enviado con una boya con pantalones. Antes de que llegara temprano el 1 de diciembre, el tiempo se moderó y un barco de Mackinaw pudo sacar a la esposa del capitán del Morazán, embarazada de dos meses. Luego la trasladaron en avión desde Mackinaw a Traverse City. El remolcador de salvamento John Roan V y su barcaza compañera Maintland también se unieron a los rescatistas el 1 de diciembre. Ellos y Mackinaw permanecieron en la escena mientras Sundew y Mesquite partieron esa noche. Los propietarios de Morazán enviaron a un ingeniero de salvamento y a un agente de seguros desde Nueva York quienes, junto con ingenieros de salvamento de Roan Salvage de Sturgeon Bay, fueron trasladados en avión al Morazán al día siguiente, 2 de diciembre, para evaluar el estado del barco. Su conclusión fue que, aunque Roan podría salvar el cargamento, Morazán, que estaba sólidamente atrapado, no podría hacerlo. El capitán, doce tripulantes y los dos representantes del armador permanecieron a bordo del Morazán hasta que el deterioro del tiempo empezó a destrozar el barco. Fueron sacados por los barcos del barco de Mackinaw el 4 de diciembre y llevados a Traverse City.
Después de algunos días, Roan Salvage abandonó su intención de rescatar el cargamento y sus barcos regresaron a puerto.
En enero de 1961, representantes de las aseguradoras del cargamento adjudicaron un contrato a Lake Michigan Hardwood Co. para el salvamento del cargamento procedente del Francisco Morazán. Lake Michigan Hardwood Co contrató a George Grosvenor de Leland, Michigan, para ayudar en la operación. Grosvenor poseía un pequeño barco correo, Smiling Thru, que podía operar en aguas poco profundas. El plan era que la carga rescatada se transfiriera desde el Smiling Thru al Glen Shore de Lake Michigan Hardwood Co para su entrega a Leland, desde donde sería llevada por carretera a Chicago. Sólo se recuperaron unas 5 toneladas de pollo enlatado y pieles antes de que se abandonara el salvamento debido a las tormentas.
Con el paso de los años, parte del cargamento fue rescatado por los isleños para su propio uso. Los isleños hablaban muy bien del pollo enlatado de la marca Blue Star. Entre el cargamento de juguetes se encontraban modelos de aviones de madera de balsa fabricados por Monogram de Chicago, que resultaron populares entre los niños locales. En agosto de 1967, un niño local se ahogó mientras exploraba los restos del naufragio del Francisco Morazán. En agosto de 1968, el fiscal general Frank Kelley presentó una demanda para que se retiraran los restos del barco. Afirmó que la carga podrida era un peligro para la salud y que los 6.500 galones estadounidenses (25.000 L) de fueloil representaban un riesgo de contaminación. Al día siguiente, el Francisco Morazán fue encontrado en llamas y el cargamento totalmente consumido. Dos de los tres acusados en la demanda desaparecieron y la demanda fue posteriormente desestimada. El pecio del naufragio del Francisco Morazán es ahora propiedad del Estado de Michigan.